# Брянський 35-й піхотний полк

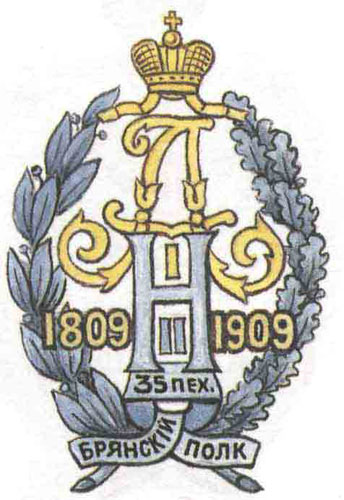
Нагрудний знак

Брянський 35-й піхотний полк — військовий підрозділ Російської імператорської армії сформований 17 січня 1811 року. Полкове свято — 6 серпня.

## Історія

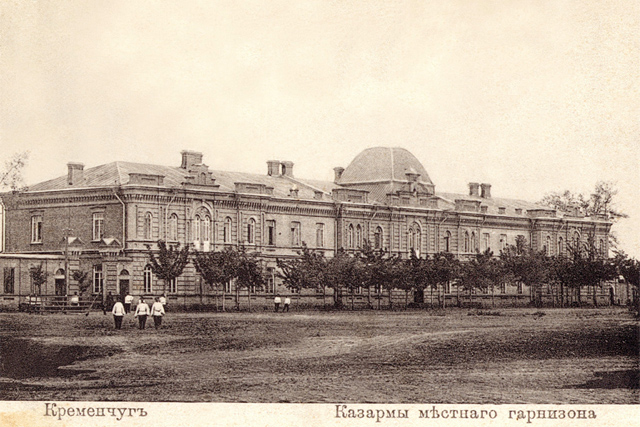
Казарми на початку XX століття

Полк сформований 17 січня 1811 у складі 3-х батальйонів у Фінляндії на Аландських островах генерал-майором Горбунцовим з 9-ти рот Аландського гарнізонного полку і 3-х рот Гангутського гарнізонного полку. Брянському полку було присвоєно старшинство Аландського полку.
1812 року Брянський полк брав участь в військових діях проти французів під Ригою, а у кампаніях 1813–1814 років був у складі осадного корпусу під фортецями Піллау та Данцигом.
Брав участь у другій половині російсько-турецької війни 1828–1829 років.
1833 року до полку приєднаний 17-й (колишній 46-й) єгерський полк, полк перейменований у єгерський і переформаваний у шість батальйонів, з яких 1-й, 2-й і 5-й залишилися колишнього складу, а 3-й, 4-й і 6-й утворилися з батальйонів 17-го (46-го) єгерського полку. 28 лютого 1834 скасовано 6-й батальйон. 1842 року замість скасованого 5-го батальйону залишені кадри для 5-го резервного і 6-го запасного батальйонів.

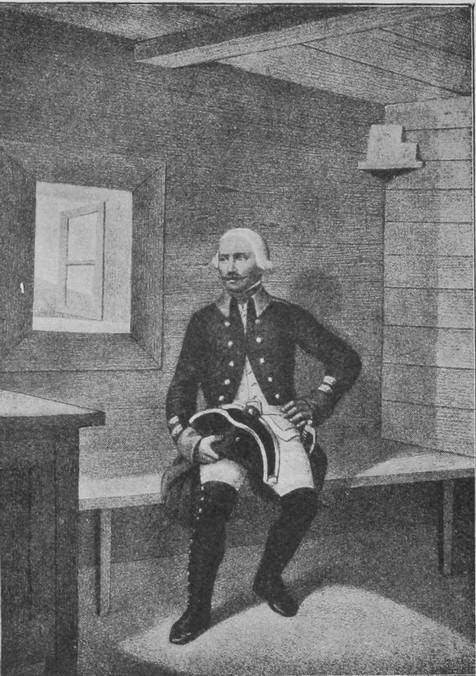

В Угорській кампанії 1849 року Брянський полк відзначився в битві біля селища Перед, де полк був розташований проти лівого флангу ворожої позиції. Австрійська кавалерія, що знаходилася в загоні, не витримала артилерійського вогню і відступила, угорці були вибиті. Потім полк брав участь при взятті с. Кіралірева і в битві під Коморном 29 червня 1849.
Через Кримську війну 4 грудня 1853 5 і 6-й батальйони були укомплектовані безсрочновідпускними, і 10 березня 1854 знову сформовані 7 і 8-й запасні батальйони.
У роки Кримської війни у складі 2-ї бригади 9-ї дивізії 3-го піхотного корпусу знаходився в Криму. 27 травня 1855 року увійшов до складу севастопольського гарнізону, до кінця оборони брав участь у відбитті штурмів і атак противника на 3-му бастіоні і Малаховому кургані. За цей час втрати полку склали понад 2600 чоловік.
За стійкість і героїзм Брянський єгерський полк і його 1-й, 2-й, 3-й батальйони були нагороджені Георгіївськими прапорами зі стрічкою та почесною написом «За Севастополь в 1854 і 1855 роках».
6 квітня 1856 полк названий Брянським піхотним і 23 серпня складаэться з 3-х діючих батальйонів, з трьома стрілецькими ротами. 19 травня 1861 полк названий Брянським піхотним генерал-ад'ютанта князя Горчакова полком. 6 квітня 1863 з 4-го резервного і безсрочно відпускних 5-го і 6-го батальйонів сформований резервний піхотний полк тієї ж назви, перейменований 13 серпня у Вяземемский піхотний полк (згодом одержав № 115), у який були передані знаки відмінності колишнього 17-го (46-го) єгерського полку. 1864 року полку було присвоєно № 35.
Полк брав участь у російсько-турецькій війні 1877–1878 років. Він здійснив безприкладний зимовий перехід через Балканські гори, відзначився в боях у Шейново і при обороні Шипки (11 серпня). На його прапорі додався почесний напис: «За Шипку в 1877 році». 13 серпня відзначився полк (3 роти полку) у штурмі Лісової і Лисої гори.
7 квітня 1879 сформований 4-й батальйон.
У  кампанію 1904–1905 років проти японців Брянський полк брав участь у бою у д. Сіхеян, потім на Мотіенлінскому перевалі та у Ляндансяна 13-14 серпня. Під час  Ляоянського бою роти Брянського полку були у прикритті артилерії. В битві на річці Шахе два батальйони 1 жовтня обороняли д. Ламатунь. У боях під Мукденом полк також був розкиданий по різних пунктах.

## Відзнаки полку
1. Георгіївське полковий прапор з написом: «За Севастополь у 1854 і 1855 рр. і за Шипку в 1877 р.»
2. Знаки нагрудні для офіцерів і на головні убори для нижніх чинів з написом «За відзнаку», подаровані 1833 року
3. Срібні труби з написом: «За упокорення Угорщини у 1849 році», подаровані 1849 року
4. Похід за військову відзнаку у російсько-японську війну, нагороджено 1907 року

## Шефи полку
- 17 січня 1811 — 23 травня 1813 — генерал-майор Горбунцов Єгор Сергійович
- 15 червня 1855 — 19 травня 1861 — генерал-ад'ютант князь Горчаков Михайло Дмитрович

## Командири полку
- 30.12.1810 — 17.01.1811 — підполковник Десалла Захар Петрович (командир Аландського полку)
- 06.06.1812 — 01.06.1815 — майор Юліс Олександр Богданович
- 01.06.1815 — 11.02.1816 — полковник Сіверс Яків Карлович
- 14.03.1816 — 29.01.1820 — полковник Дірін Іван Олександрович
- 29.01.1820 — ? — підполковник (з 28.01.1822 полковник) Тілен
- 1843–1849 — Семякін Костянтин Романович
- 04.06.1849 — 10.1849 — Баумгартен Олександр Карлович
- 1850 — ? — Храповицький Казимир Михайлович
- 1850–1859? — полковник Ган Олександр Федорович
- в 1859 — полковник Свечін Володимир Костянтинович
- ?.?.?. — 1877 — генерал-майор Депрерадович Федір Михайлович
- ? — 27.07.1877 — полковник Липинський Олександр Йосипович
- 28.07.1877 — 05.06.1878 — полковник Еллерс Едуард Гаврилович
- 04.02.1886 — 05.12.1887 — полковник Авінов Микола Олександрович
- 22.07.1892 — 01.11.1897 — полковник Немиський Олександр Карлович
- на 1.01.1909 — полковник Грузинцев Ілларіон Іванович
- 15.09.1911 — після 31.01.1913 — полковник Черноглазов Порфирій Дмитриевич

## Пам'ять

Пам'ятний камінь на Братському цвинтарі

В 1920-х роках в Севастополі в Нахімовському районі появилась вулиця Брянська, названа на честь полку.
В жовтні 2006 року на території Братського кладовища в Севастополі відкритий меморіал, присвячений воїнам Брянського полку.

## Галерея

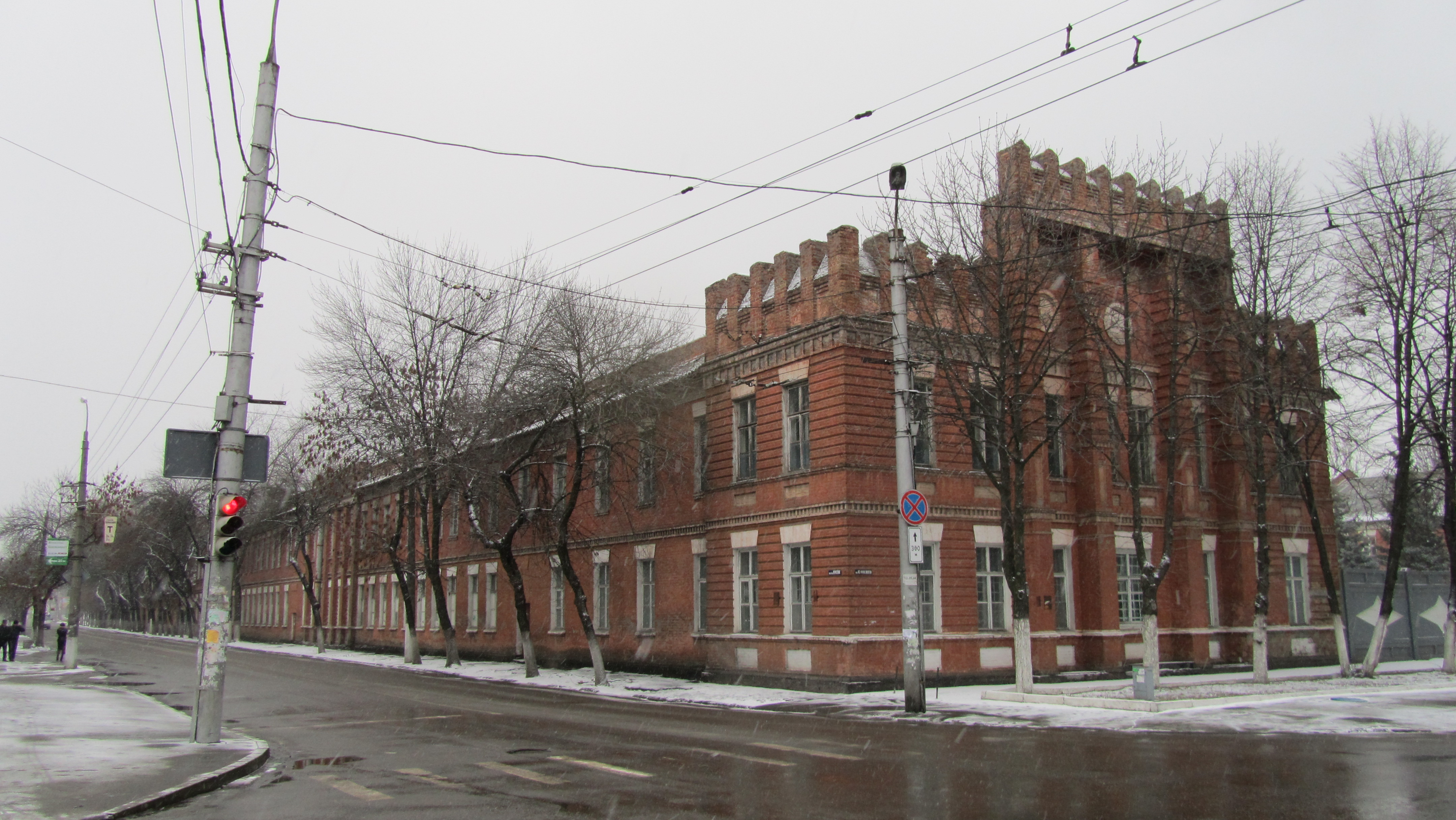
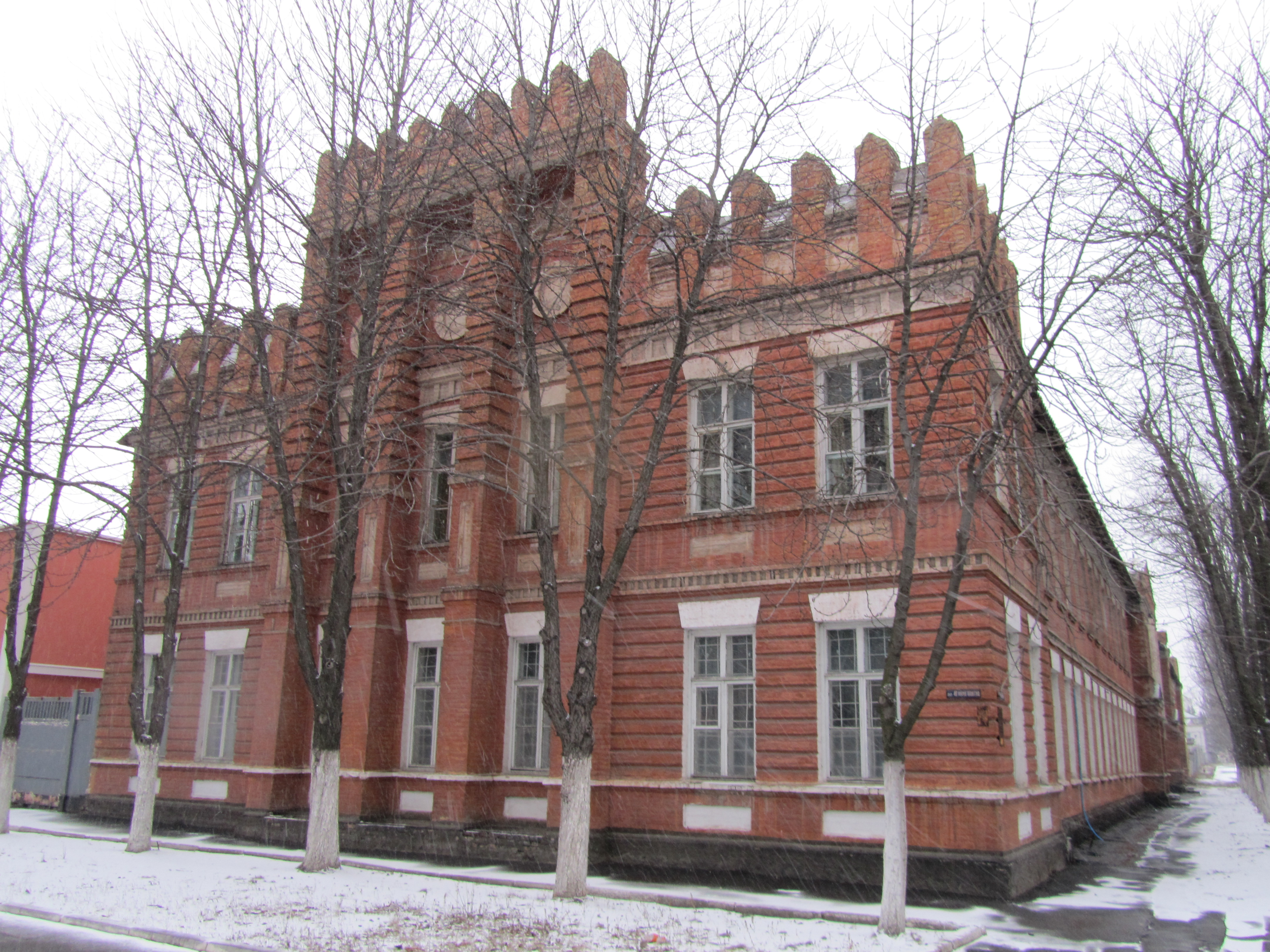

## Цікаві факти
В екранізації п'єси Сватання на Гончарівці Григорія Квітки-Основ'яненка на головному уборі відставного солдата Йосипа Скорика цифри 35 означають що він служив в 35-му піхотному Брянському генерал-ад'ютанта князя Горчакова полку.